# Mireille Boccara
Pour les articles homonymes, voir Boccara.
Mireille Boccara (née le 28 avril 1928 à Lyon et morte le 30 janvier 2016) est une écrivaine française. Elle est inhumée au cimetière du Montparnasse.

## Origine familiale

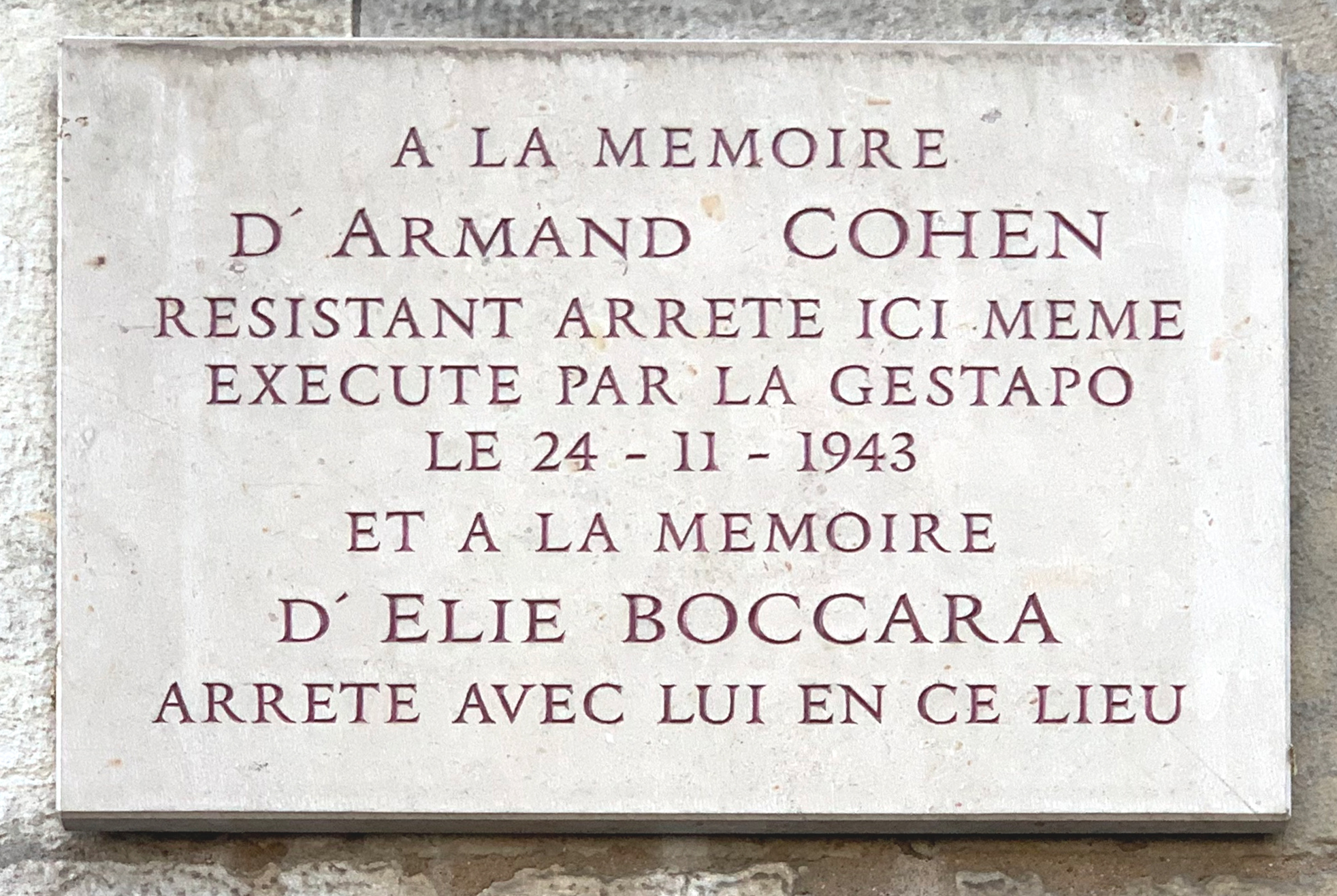
Plaque commémorative, Place Tolozan, à Lyon.

Le père de Mireille Boccara, Élie Boccara, est né le 14 février 1881 à Tunis. La famille fait partie des grands tapissiers lyonnais. Au début de la Seconde Guerre mondiale, Élie Boccara (d) possède dix-sept boutiques dont la principale de la place Bellecour (toujours présente en 2019).
Élie Boccara (d) est arrêté par les Allemands à son domicile de la place Tolozan le 20 novembre 1943, alors qu'il se trouve en compagnie de son beau-frère Armand Cohen (d), résistant (membre du réseau Brutus). Après avoir été torturé, Armand Cohen (d) est fusillé le 24 novembre. Élie Boccara (d) est déporté dans le convoi n° 63 du 17 décembre 1943, du camp de Drancy vers Auschwitz. On le signale pour la dernière fois en « état d'épuisement total » le 3 avril 1945 à l'hôpital d'Opole.

## Carrière littéraire
Mireille Boccara épouse le 14 octobre 1947 l'architecte Olivier-Clément Cacoub qui remporte en 1953 le Grand prix de Rome d'architecture. S'ensuivent quatre années à la villa Médicis. C'est à cette occasion que Mireille Boccara commence à écrire. En 1958, de retour à Paris, la Revue des Deux Mondes publie Croquis de Turquie qui est un extrait de son journal de voyage. Elle écrit par la suite poèmes et nouvelles. En 1963, elle écrit un poème mis en musique par Jacques Castérède intitulé Ténèbres.
Elle est également l'autrice de Vies interdites publié en 2005 traitant largement de son expérience de l'antisémitisme. L'ouvrage est préfacé par Lucie Aubrac (qui a été sa professeure à Lyon pendant la guerre).

## Dominique Cacoub, sa fille
Olivier-Clément Cacoub et elle ont deux enfants : Alain et une fille Dominique. Dominique Cacoub (d) (née le 5 mai 1952) meurt le 23 septembre 1969 d'une leucémie. Sept mois après son décès Mireille Boccara retrouve un texte écrit par Dominique, intitulé Je ne veux pas qu'on m'oublie. Mireille Boccara fait publier ce texte qui obtient un véritable succès de librairie et dont le bénéfice des ventes va à l'association Dominique Cacoub de lutte contre la leucémie.
En 1980, en « réponse », Mireille Boccara publie Je ne t'oublie pas, Dominique.

## Œuvres
- Le Fusil d'Eliaou, Publisud, 1994  (ISBN 2-86600-622-4).
- Je ne t'oublie pas, Dominique, Paris, Julliard, 1980  (ISBN 2-260-00207-2).
- Vies interdites, Le Manuscrit, 2005  (ISBN 2-7481-6326-5), préface de Lucie Aubrac.

## Distinctions
- Chevalier de la Légion d'honneur (2009)[réf. nécessaire]  La date ne correspond pas avec celle indiquée dans l'infobox